# 레지던트 이블: 데스 아일랜드
《레지던트 이블: 데스 아일랜드》(일본명: Biohazard: Death Island/バイオハザード：デスアイランド)은 캡콤 사의 유명 게임 '바이오하자드' 시리즈를 토대로 2023년 여름에 개봉한 CG 영화이다.